# Mammillaria standleyi
Mammillaria standleyi ist eine Pflanzenart aus der Gattung Mammillaria in der Familie der Kakteengewächse (Cactaceae). Das Artepitheton ehrt den US-amerikanischen Botaniker Paul Carpenter Standley, der zugleich Entdecker der Art ist.

## Beschreibung
Mammillaria standleyi wächst überwiegend einzeln oder auch große Polster bildend. Die abgeflachten hellgrünen Triebe sind kugelig geformt und werden bis zu 10 Zentimeter im Durchmesser groß. Die konisch geformten, festen Warzen sind gekielt und führen reichlich Milchsaft. Die Axillen sind jung mit Wolle besetzt, später mit 5 bis 7 weißen Borsten. Die 4 Mitteldornen sind rötlich braun. Sie stehen ab und sind 5 bis 9 Millimeter lang. Die mehr oder weniger als 16 Randdornen sind leicht ausgebreitet. Sie sind weiß mit dunkler Spitze und 4 bis 8 Millimeter lang.
Die trichterigen Blüten sind purpurrot. Sie messen 1,2 Zentimeter in Länge und im Durchmesser. Die keulig geformten Früchte sind scharlachrot. Sie werden 1,2 bis 1,6 Zentimeter lang und enthalten braune Samen.

## Verbreitung, Systematik und Gefährdung
Mammillaria standleyi ist in den mexikanischen Bundesstaaten Chihuahua, Sonora und Sinaloa verbreitet.
Die Erstbeschreibung als Neomammillaria standleyi erfolgte 1923 durch Nathaniel Lord Britton und Joseph Nelson Rose. Charles Russell Orcutt stellte die Art 1926 in die Gattung Mammillaria.
In der Roten Liste gefährdeter Arten der IUCN wird die Art als „Least Concern (LC)“, d. h. als nicht gefährdet geführt.

## Nachweise